# Orleans Arena
Orleans Arena är en inomhusarena som ligger på tomten för kasinot och hotellet The Orleans i Paradise, Nevada i USA. Den har en publikkapacitet på mellan 5 000 och 9 500 åskådare beroende på arrangemang. Inomhusarenan började byggas den 5 februari 2002 och invigdes den 25 maj 2003. Den ägs av kasinot The Orleans.
De idrottslag som har använt Orleans Arena som hemmaarena är ishockeylaget Las Vegas Wranglers (ECHL) och amerikanska fotbollslaget Las Vegas Gladiators (AFL). Mellan 2020 och 2022 kommer ett annat ishockeylag i Henderson Silver Knights (AHL) ha arenan som hemmaarena, innan Silver Knights flyttar till sin egen hemmaarena när den står klar 2022.